# 海洋エネルギー
海洋エネルギー（英語: marine energy または ocean energy)とは海洋が持つエネルギー資源である。海流、波、潮汐、塩分濃度、海水の温度差による再生可能な運動エネルギーを利用した発電方式を海洋発電（marine power または ocean power）と呼ぶ。

## 再生可能な海洋エネルギー
海洋エネルギーは一般的に次の6つの分類される。
|                        | 賦存量(年間発電量) |
| ---------------------- | ------------------ |
| 洋上風力発電           | 53000TWh           |
| 海洋温度差発電（OTEC） | 10000TWh           |
| 波力発電               | 8000~80000TWh      |
| 塩分濃度差発電         | 2000TWh            |
| 海流発電               | >800TWh            |
| 潮流・潮汐力発電       | >300TWh            |

## 枯渇性の海洋エネルギー
海底にある石油や天然ガスなどの枯渇性エネルギー資源を指すこともある。